# 吉姆·莱基
吉姆·莱基（英語：Jim Leckie，1903年10月9日—1982年6月25日），新西兰男子田径运动员。他曾代表新西兰参加1938年和1950年大英帝国运动会田径比赛，其中1938年大英帝国运动会在链球项目中获得一枚铜牌。